# بلاك روك شوتر
بلاك روك شوتر (باليابانية: ブラック★ロックシューター، بالروماجي: Burakku Rokku Shūtā) هي علامة تجارية إعلامية يابانية وأوفا أنمي من تأليف ناغارو تانيغاوا وشينوبو يوشيواكي، ومن إخراج شينوبو يوشيواكي، ومن إنتاج استوديو أورديت. هي أيضا أنمي تلفزيوني من إخراج شينوبو يوشيواكي وهيرويوكي إيمايشي، ومن إنتاج استوديو أورديت بالتعاون مع سانزيغين. عرض الأنمي على تلفزيون فوجي في فقرة نويتامينا في 2 فبراير عام 2012 واستمر عرضه حتى 22 مارس عام 2012، وتكون من 8 حلقات.

## القصة
تدور أحداث القصة عن فتاة غامضة ذات شعر أسود تمتلك عيون زرقاء محترقة وبيدها بندقية، تدخل إلى المدرسة.

## الشخصيات

### الشخصيات الرئيسية
بلاك روك شوتر (باليابانية: ブラック★ロックシューター، بالروماجي: Burakku Rokku Shūtā)
أداء صوتي: كانا هانازاوا
ديد ماستر (باليابانية: デッドマスター، بالروماجي: Deddo Masutā)
أداء صوتي: ميوكي ساواشيرو

### عالم البشر
ماتو كوروي (باليابانية: 黒衣 マト، بالروماجي: Kuroi Mato)
أداء صوتي: كانا هانازاوا
يومي تاكاناشي (باليابانية: 小鳥遊 ヨミ، بالروماجي: Takanashi Yomi)
أداء صوتي: ميوكي ساواشيرو
يو كوتاري (باليابانية: 神足 ユウ، بالروماجي: Kōtari Yū)
أداء صوتي: كانا أسومي
سايا إيرينو (باليابانية: 納野 サヤ، بالروماجي: Irino Saya)
أداء صوتي: ماميكو نوتو
كاغاري إيزوريها (باليابانية: 出灰 カガリ، بالروماجي: Izuriha Kagari)
أداء صوتي: إيري كيتامورا
أراتا كوهاتا (باليابانية: 小幡 アラタ، بالروماجي: Kohata Arata)
أداء صوتي: مانامي نوماكورا 

### العالم الآخر
سترينث (باليابانية: ストレングス، بالروماجي: Sutorengusu)
أداء صوتي: كانا أسومي
بلاك غولد سو (باليابانية: ブラックゴールドソー، بالروماجي: Burakku Gōrudosō)
أداء صوتي: ماميكو نوتو
كاريوت (باليابانية: チャリオット، بالروماجي: Chariotto)
أداء صوتي: إيري كيتامورا
أنسين بلاك روك شوتر (باليابانية: インセイン・ブラック★ロックシューター، بالروماجي: Insein Burakku Rokku Shūtā)
أداء صوتي: كانا هانازاوا

## وصلات خارجية
- الموقع الرسمي باللغة الإنجليزية
- بلاك روك شوتر على موقع نويتامينا
- موقع لعبة الفيديو باللغة اليابانية
- بلاك روك شوتر على موقع ميوزك برينز (الإنجليزية)